# 35 kilomètres marche
Le 35 kilomètres marche est une épreuve de marche athlétique consistant à parcourir la distance de 35 km, généralement sur un circuit sur route.
L'épreuve masculine et féminine apparaît officiellement lors des championnats du monde par équipes de marche en mars 2022 à Mascate dans le Sultunat d'Oman. La course masculine est remportée par le Suédois Perseus Karlström et l'épreuve féminine par l'Équatorienne Glenda Morejón.
Les deux épreuves font leur apparition lors des championnats du monde 2022 à Eugene en remplacement du 50 kilomètres marche, disputé chez les hommes de 1983 à 2019, et chez les femmes en 2017 et 2019.
Les premiers records du monde de cette discipline sont reconnus à partir du 1er janvier 2023.
Chez les hommes, World Athletics fixe un temps de référence de 2 h 22 à battre pour prétendre au record du monde. Le Japonais Masatora Kawano est le premier à remplir cette condition en réalisant 2 h 21 min 47 s le 27 octobre 2024 lors d'une compétition de marche à Takahata. Son temps est homologué comme le premier record du monde masculin du 35 km marche.
Chez les femmes, dès 2023, la Péruvienne Kimberly García établit le premier record du monde officiel à Dudince le 25 mars en 2 h 37 min 44 s, améliorant de 2 s la meilleure marque de 2022 de la Russe Margarita Nikiforova. Ce record est battu le 21 mai par l'Espagnole María Pérez lors des championnats d'Europe de marche par équipes, avec un temps de 2 h 37 min 15 s.
Le 22 mars 2025, le Canadien Evan Dunfee remporte le 35 km marche de Dudince en 2 h 21 min 40 s, et l'Italien Massimo Stano réalise 2 h 20 min 43 s le 21 mai 2025 à Poděbrady, ces nouveaux records étant sous réserve d'homologation.

## Records

### Records du monde
| Genre  | Performance     | Athlète         | Date            | Lieu      |
| ------ | --------------- | --------------- | --------------- | --------- |
| Hommes | 2 h 21 min 47 s | Masatora Kawano | 27 octobre 2024 | Takahata  |
| Femmes | 2 h 37 min 15 s | María Pérez     | 21 mai 2023     | Poděbrady |

### Records continentaux
| Continent                 | Hommes          | Hommes          | Hommes         | Femmes          | Femmes               | Femmes     |
| Continent                 | Temps           | Athlète         | Nation         | Temps           | Athlète              | Nation     |
| ------------------------- | --------------- | --------------- | -------------- | --------------- | -------------------- | ---------- |
| Afrique (records)         | 2 h 31 min 15 s | Wayne Snyman    | Afrique du Sud | 3 h 14 min 51 s | Silvia Jerono Kemboi | Kenya      |
| Asie (records)            | 2 h 21 min 47 s | Masatora Kawano | Japon          | 2 h 38 min 42 s | Liu Hong             | Chine      |
| Europe (records)          | 2 h 23 min 14 s | Massimo Stano   | Italie         | 2 h 37 min 15 s | María Pérez          | Espagne    |
| NACAC (records)           | 2 h 21 min 40 s | Evan Dunfee     | Canada         | 2 h 49 min 29 s | Robyn Stevens        | États-Unis |
| Océanie (records)         | 2 h 25 min 21 s | Rhydian Cowley  | Australie      | 2 h 42 min 40 s | Olivia Sandery       | Australie  |
| Amérique du Sud (records) | 2 h 24 min 34 s | Brian Pintado   | Équateur       | 2 h 37 min 44 s | Kimberly García      | Pérou      |